# Cementys
Cementys là một công ty chuyên giám sát, lắp đặt cảm biến và tối ưu hóa vận hành khai thác công trình lâu năm. Được thành lập vào năm 2008 bởi Vincent Lamour. Trụ sở chính đặt tại  Palaiseau - Pháp.
Công ty hoạt động trong nhiều lĩnh vực: cơ sở hạ tầng sản xuất và lưu trữ năng lượng, cơ sở hạ tầng giao thông, hệ thống truyền tải và công trình hàng hải ,,.

## Lịch sử
Cementys được thành lập vào năm 2008 bởi Vincent Lamour.

## Ngành
Cementys giám sát, thi công và tối ưu hóa bảo trì cơ sở hạ tầng trong bốn lĩnh vực :
- Cơ sở hạ tầng sản xuất và lưu trữ năng lượng: Tua bin gió, Dầu khí, Đập, Nhà máy điện hạt nhân và nhiệt điện
- Hạ tầng giao thông: Sân bay, Cầu, Đường hầm, Đường sắt và dự án Grand Paris Express
- Hệ thống dẫn và truyển tải: Nước, Vệ sinh, Nhiên liệu, Điện và Khí
- Công trình hàng hải: Ngoài khơi và trên bờ

## Dự án Grand Paris Express
Trong dự án Grand Paris Express, cần phải triển khai các hệ thống quan trắc quy mô trước, sau và đang vận hành của máy đào hầm TBM. Cementys  và các kỹ sư làm việc liên tục 24/7 như một chuyên gia quan trắc giám sát. Điều này giúp có thể chẩn đoán và dự đoán các rủi ro của công trình ngầm và tòa nhà lân cận trong vùng ảnh hưởng .

## Địa điểm
Cementys được thành lập tại Pháp, Hoa Kỳ và Việt Nam ,.